# El escarabajo (novela)
El escarabajo es una novela del escritor argentino Manuel Mujica Láinez. Fue editada en 1982 por la editorial Plaza & Janes. Como en otras novelas del autor, —La casa, El unicornio, Cecil — el narrador no es un ser humano; en este caso se trata de un escarabajo de lapislázuli, principal protagonista de la historia.

## Argumento
La novela es una minuciosa reconstrucción histórica que abarca tres mil años de historia, desde la época del egipcio Ramsés II hasta la actualidad. El escarabajo, creado como talismán para la reina Nefertari,  pasará de mano en mano y cada uno que lo posea se convertirá en protagonista de una parte de la narración. Dada su calidad de objeto, la narración presenta discontinuidades durante los períodos en los que quedó encerrado en una tumba o perdido en un desierto. En otras etapas, en manos de personajes centrales, se convierte en un testigo directo de importantes acontecimientos históricos.